# Hana Pinkavová
Hana Pinkavová (* 5. srpna 1950 Frýdek-Místek) je česká režisérka a scenáristka dokumentárních filmů.

## Život
Narodila se v rodině filmového režiséra Josefa Pinkavy (1919–2006). Vystudovala gymnázium ve Zlíně, SUPŠ v Uherském Hradišti a pražskou FAMU (1975–1980). Debutovala ve druhém ročníku dokumentem Já tomu říkám nedrcat se o nebesa o režisérce a animátorce Hermíně Týrlové. Absolvovala dokumentem Nepíše si úlohy do zpěvu o vynikající 11leté zpěvačce pěveckého sboru.   
V letech 1981–1990 byla zaměstnána ve Filmovém studiu Gottwaldov jako režisérka dokumentárních filmů. Pracovala zde i jako pomocná režisérka filmů Chlapi přece nepláčou, Kopretiny pro zámeckou paní. Podle jejího scénáře byl natočen hraný celovečerní film Pohlaď kočce uši. Od roku 1991 pracuje jako nezávislá režisérka. Natáčí dokumentární filmy pro Českou televizi v solitérech i v cyklech Gen, Oko, Jak se žije, Zpověď, Dobré zprávy, Třináctá komnata, Deset století architektury, Curriculum vitae aj.  
Natočila sto dvacet autorských dokumentů. Velkou část tvoří sociální dokumenty a příběhy neznámých i známých osobností (Jiří Anderle, malíř a grafik Josef Liesler, MUDr. Radana Konigová, baťovec Jan Pivečka, malíř Libor Vojkůvka, cestovatelé Hanzelka a Zikmund, arcibiskup Jan Graubner, kardinál Miloslav Vlk, zvonařka Marie Tomášková-Dytrychová, herečka Ivanka Devátá, klavírista Lukáš Vondráček, zpěvák lidových písní Jožka Černý, gymnastka Jana Komrsková, bajkerka Tereza Huříková aj. V roce 2000 natočila hodinový dokument Zlínský kopec snů. Věnovala se také osudům dětí, dospívání a talentu. 
Od 2001 realizovala pro Českou televizi cykly dokumentů o mladých pozoruhodných talentech (Nehasit! Hořím!, Úděl nadání, Jít za svým snem!, Ještě hořím?). 
V roce 2024 dokončila celovečerní dokumentární film Za oponou velehor o životě ikony českého horolezectví, humanitární misionářce, spisovatelce a matematičce Dině Štěrbové. 
Za svou tvorbu získala přes 35 cen na domácích i mezinárodních filmových festivalech.  
Žije ve Zlíně.

## Filmografie (výběr)

### Scenáristická (hraný celovečerní film)
- Pohlaď kočce uši (1985)
- Mami, nebuď bačkora! (1989) ( ve výrobě zlínského filmového studia, ale nerealizovaný )

### Režijní
- 1978 Já tomu říkám nedrcat se o nebesa (portrét animátorky a režisérky animovaných filmů Hermíny Týrlové)
- 1979 Nepíše si úlohy do zpěvu (portrét 11leté pěvecké hvězdy Marty Spirové)
- 1981 Hola děcka, kde ste? (folklórní soubory Slovácka)
- 1982 Třináct (portrét matky 13 dětí)
- 1983 Dělání, všecky smutky zahání (život učnic vizovického učiliště pod dozorem vojenského ředitele)
- 1984 O čem šumí listy (esej o kráse a zkáze stromů)
- 1985 Přijď, ať zase omládnu (celovečerní dokument o životě a díle Hermíny Týrlové)
- 1986 Kam růže nesmějí (práce sester na IKEMU)
- 1987 Ukážu ti svou tajnou skrýš (dětský svět v tvorbě Heleny Zmatlíkové, Marie Kubátové, Dagmar Hochové)
- 1987 Děkuji vám, že jste přišli (příběhy těch, co potřebují pečovatelskou službu)
- 1988 Holky, vypnout prsa (cvičící důchodkyně a jejich 80letá šéfka Marie Kosourová)
- 1989 Jak se maluje radost (portrét naivního malíře Libor Vojkůvky)
- 1989 V zámku a pod zámkem (život v dívčím pasťáku)
- 1991 Hnízdo (tři rodiny v SOS dětské vesničce ve Chvalčově)
- 1991 Můj věrný kamarád (o vztahu k psům a ostatním živým tvorům v pohledu veterinářky Blanky Miholové)
- 1992 Život v krabičce (o dětech, kterým selhaly ledviny)
- 1994 Dobré zprávy: Daniely Brázdové, Diny Štěrbové, Blanky Miholové, RNRr.Jaromíra Šikuly, (Cyklus ČT))
- 1994 ThDr. Miloš Bič, Pavla Valníčková (cyklus Febia Gen)
- 1995 Marie Tomášková-Dytrychová, Jiří Hanzelka a Miroslav Zikmund, Jan Graubner (1996), MUDr.Radana Konigová (1996) (cyklus Febia Genus)
- 1995 Jdu ke svejm štětkám (život a tvorba malíře a grafika Josefa Lieslera)
- 1997 Bouzov, hrad pohádkový, Luhačovice -Jurkovičův sen (cyklus 10 století architektury)
- 1995 Děti ze zkumavky (cyklus Febia-Oko)
- 1995 Valašský dech (Velký dechový orchestr ze Zlína a jeho kapelník Libor Mikl) ( cyklus Febia Oko)
- 1997 Život píše ďábelské příběhy (život a tvorba malíře a grafika Jiřího Anderleho)
- 2000 Cena za štěstí (život pěstounky Daniely Cincibusové), (cyklus Curriculum vitae)
- 2000 Su túlavý pes (Jan Pivečka, baťovský světoběžník)
- 2000 Zpověď faráře Václava Divíška (cyklus ČT Zpověď)
- 2000 Zlínský kopec snů (50minutový dokument o zlínském filmovém studiu)
- 2001 - 2002 13dílná série NEHASIT! HOŘÍM!
- 2005 - 2006 13dílná série NEHASIT HOŘÍM! II.
- 2008 - 2009 10dílná série NEHASIT! HOŘÍM!
- 2010 ÚDĚL NADÁNÍ (5dílná série o mladých talentech)
- 2012 - 2013 ÚDĚL NADÁNÍ (6dílná série o mladých talentech)
- 2011 13. komnata kardinála Miloslava Vlka
- 2011 13. komnata herečky Ivanky Deváté
- 2013 TALENTY PO LETECH (hodinový dokument o bajkerce Tereze Huříkové a přírodovědci a fotografu Petru Juračkovi)
- 2015 - 2016 JÍT ZA SVÝM SNEM (11dílný cyklus o mladých talentech)
- 2017 Jožka Černý (cyklus GEN)
- 2019 - 2021 JEŠTĚ HOŘÍM? (6dílná série o talentech po letech)
- 2024 ZA OPONOU VELEHOR (celovečerní dokument o horolezkyni, misionářce, spisovatelce a matematičce Dině Štěrbové)